# Caladenia dilatata
Caladenia dilatata är en orkidéart som beskrevs av Robert Brown. Caladenia dilatata ingår i släktet Caladenia och familjen orkidéer. Inga underarter finns listade i Catalogue of Life.